# 切斯特 (麻薩諸塞州普查規定居民點)
切斯特（英語：Chester）是位於美國麻薩諸塞州漢登縣的一個普查規定居民點。

## 人口
根據2020年美國人口普查的數據，切斯特的面積為3.70平方千米，當中陸地面積為3.61平方千米，而水域面積為0.08平方千米。當地共有人口552人，而人口密度為每平方千米149.19人。